# Blatnice (Észak-plzeňi járás)
Blatnice település Csehországban, a Észak-plzeňi járásban. Blatnice Nýřany, Rochlov és Přehýšov településekkel határos. Lakosainak száma 896 fő (2024. január 1.).

## Népesség
A település lakosságának változását az alábbi diagram mutatja:
| Lakosok száma | 262  | 933  | 937  | 822  | 749  | 691  | 852  | 882  | 898  | 896  |
|               | 1869 | 1890 | 1921 | 1950 | 1980 | 2001 | 2017 | 2019 | 2022 | 2024 |